# Bagrat VI de Georgia
Bagrat VI (en georgiano: ბაგრატ VI) (c. 1439– 1478), representante de la rama Imericia de la dinastía Bagrationi, fue rey de Imericia (como Bagrat II) desde 1463, y de Georgia desde 1465 hasta su muerte.

## Vida
Era hijo del príncipe Jorge. Alrededor de 1455, recibió el título de eristavi (duque) de Samokalako (Kutaisi, Georgia occidental) de manos del rey georgiano Jorge VIII. A comienzos de la década de 1460, Bagrat apoyó al príncipe rebelde Qvarqvare II Jaqeli, atabeg de Samtskhe, y el rey requisó el ducado de Bagrat. En 1463, Bagrat dirigió una coalición de nobles georgianos occidentales que se enfrentaron y derrotaron a Jorge VIII en la batalla de Chikhori. Posteriormente, Bagrat capturó Kutaisi y fue coronado rey de Imericia. Pero a cambio de su ayuda, el nuevo rey tuvo que crear una principalidad (samtavro) para cada de sus cuatro aliados. A partir de entonces, los clanes de Gelovani en Svaneti, los Shervashidze (Sharvashidze) en Abjasia, los Dadiani en Odishi (Mingrelia), y los Vardanidze en Guria gobernaron como príncipes semiindependientes.
En 1465, después de que Jorge VIII fuera vencido y encarcelado por Qvarqvare II de Samtsje, Bagrat capturó Tbilisi. Coronado rey de Georgia,  gobernó Imereti en el oeste y Kartli en el este, pero permaneció sobre todo en Georgia occidental. En sus posesiones occidentales, estableció una iglesia separada, el Catholicosato de Abjasia, independiente del patriarcado de Mtsjeta (i.e., iglesia ortodoxa georgiana). Para justificar su acción, solicitó al Miguel IV, Patriarca de Antioquía y Jerusalén, que escribieran una  "Ley de Fé" que declarara que Georgia occidental y oriental tuvieron diferentes conversiones y que ambas deberían ser independientes.
Una vez liberado del cautiverio, Jorge VIII intentó recuperar su trono, pero solo fue capaz de asegurar la provincia de Kajetia, dejando el campo en Kartli a su sobrino, Constantino que parece haberse establecido como gobernante virutal en parte de Kartli en 1469. Durante esta triarquía, Georgia fue atacada, al menos en dos ocasiones por Uzun Hasan, príncipe de los Ak Koyunlu (Münejjim Bashi habla de tres invasiones, en 1466, en verano de 1472, y en 1476-7). Bagrat tuvo que hacer la paz con los invasores y abandonar Tbilisi. Solo después de la muerte de Uzun Hasan (1478) cuándo los georgianos recuperaron su capital.
Bagrat nurió en 1478, y fue sucedido por su hijo, Alejandro II. Fue enterrado en el monasterio de Gelati, cerca de Kutaisi.

## Familia e hijos
Estuvo casado con Elene (fallecida el 3 de noviembre de 1510), que le dio tres hijos:
- Vakhtang (Muerto muy joven)
- Alejandro II
- David

### En ficción histórica
- Emanuele Rizzardi, L'ultimo Paleologo. PubMe Editor, 2017